# Guijo de Granadilla
Guijo de Granadilla là một đô thị trong tỉnh Cáceres, Extremadura, Tây Ban Nha. Theo điều tra dân số 2004 (INE), đô thị này có dân số là 645 người.
40°12′B 6°10′T / 40,2°B 6,167°T